# Kamienica (Paczków)
Kamienica (deutsch Kamitz, 1936–1945 Grenztal) ist ein Ortt der Stadt- und Landgemeinde Paczków (Patschkau) im Powiat Nyski der Woiwodschaft Opole in Polen.

## Geographie

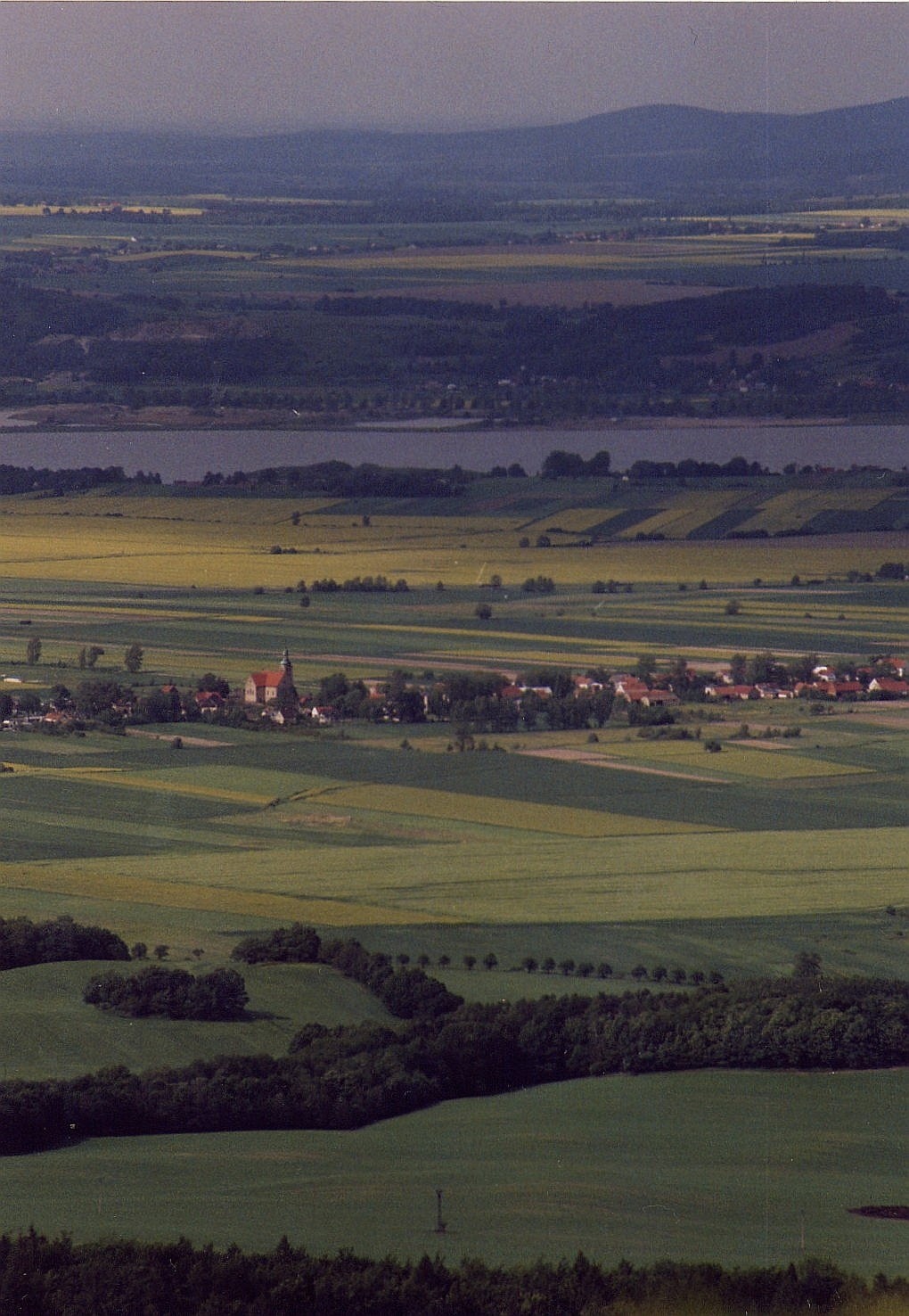
Blick über Kamienica

Das Waldhufendorf Kamienica liegt am Nordrand des Reichensteiner Gebirges (Góry Złote / Rychlebské hory) an der Grenze zu Tschechien, etwa fünf Kilometer südwestlich von Paczków (Patschkau), 30 Kilometer südwestlich von Nysa (Neisse) und etwa 84 Kilometer südwestlich von Opole Kamienica (Kamitz). Durch den Ort verläuft die Landesstraße Droga krajowa 46.
Nachbarorte sind Kozielno (Kosel) im Norden, Unikowice (Heinzendorf) im Osten, Gościce (Gostitz) und Lisie Kąty (Fuchswinkel) im Südosten und Złoty Stok (Reichenstein) im Westen. Jenseits der Grenze zu Tschechien liegt im Süden Kamenička (Kamitz-Überschar) und im Südwesten Bílá Voda (Weißwasser).

## Geschichte

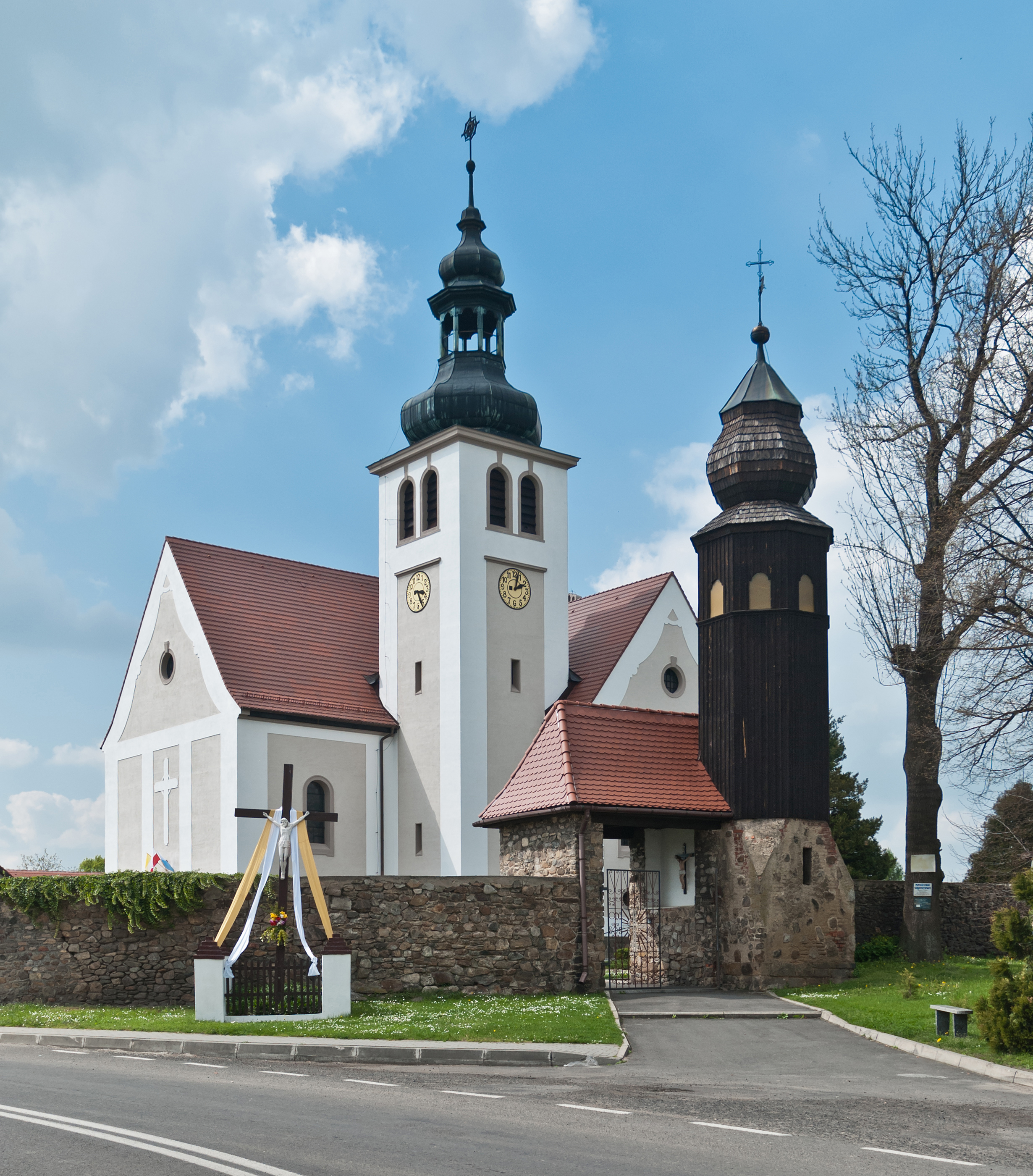
St.-Georgs-Kirche

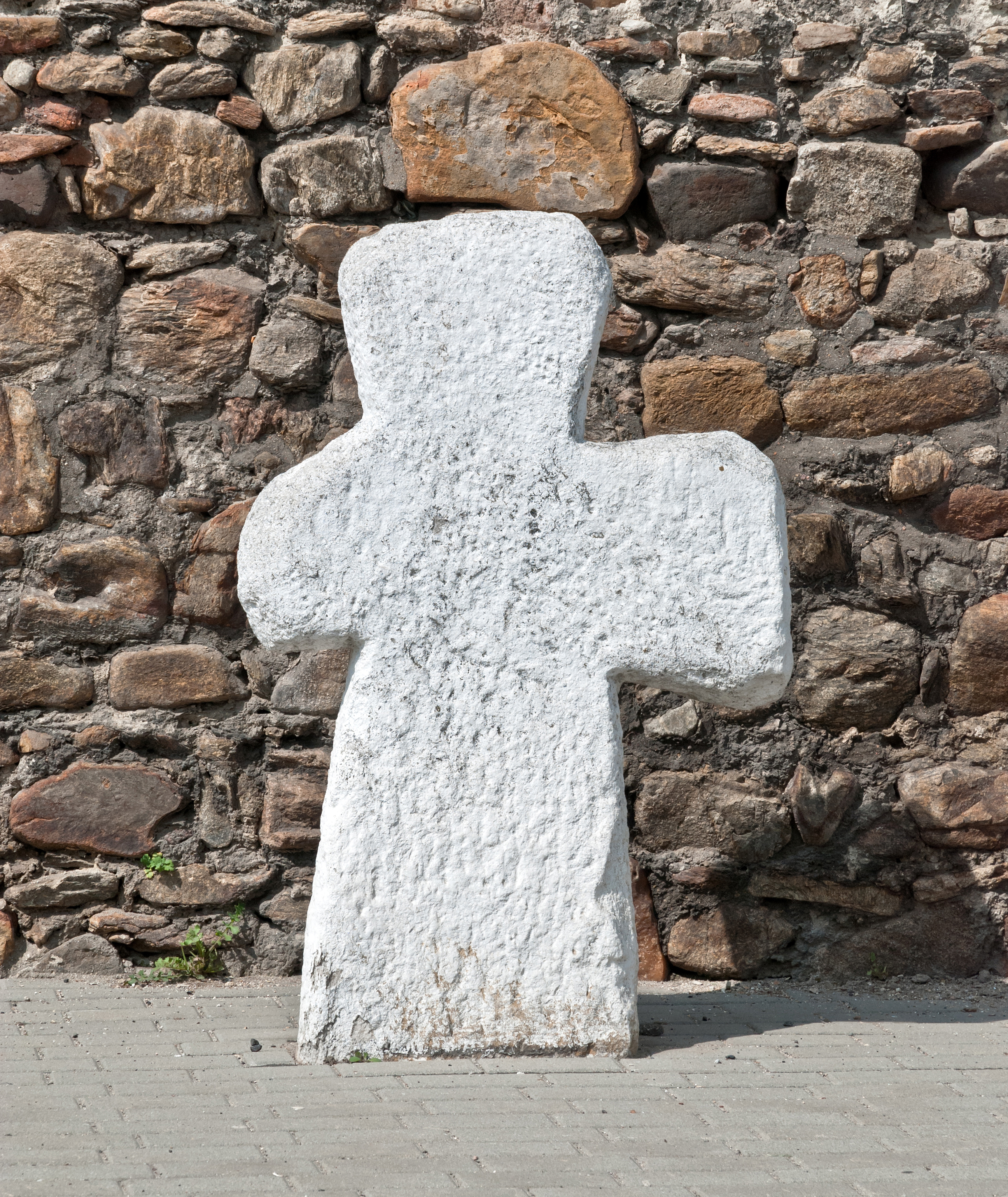
Sühnekreuz

Kamitz wurde in der zweiten Hälfte des 13. Jahrhunderts als Waldhufendorf angelegt und mit deutschen Kolonisten besiedelt. Erstmals urkundlich erwähnt wurde es als „Kempnitz iuxta Paczkow“ 1310 im Breslauer Zehntregister Liber fundationis episcopatus Vratislaviensis. Es gehörte von Anfang an zum Fürstentum Neisse, in dem ab 1290 die Bischöfe neben der geistlichen auch die weltliche Macht ausübten. Die für das 14. Jahrhundert belegte Scholtisei gehörte damals der Patschkauer Familie Runge. Unter Bischof Preczlaw von Pogarell gelangte Kamitz 1342 zusammen mit dem Fürstentum Neisse als ein Lehen an die Krone Böhmen, die ab 1526 die Habsburger in ihrer Eigenschaft als Könige von Böhmen innehatten. 1425 wurde es als „Kempnycz prope Paczkow“ erwähnt. Das 1569 erwähnte Neu-Kamitz war vermutlich das südwestlich gelegene spätere Überschar-Kamitz.
Im Dreißigjährigen Krieg wurde Kamitz fast vollständig zerstört. Für das Jahr 1666 ist ein Kirchschreiber belegt.
Nach dem Ersten Schlesischen Krieg 1742 fiel Kamitz mit dem größten Teil Schlesiens an Preußen.
Nach der Säkularisation des Fürstentums Neisse 1810 wurde die weltliche Herrschaft der Breslauer Bischöfe beendet. Mit der Neugliederung Schlesiens 1813 wurde Kamitz, das bis dahin zum Regierungsbezirk Breslau gehörte, dem Regierungsbezirk Oppeln eingegliedert. Ab 1816 gehörte es zum neu errichteten Landkreis Neisse, mit dem es bis 1945 verbunden blieb. 1845 bestanden im Dorf eine katholische Kirche, eine katholische Schule, ein Sägewerk, eine Ziegelei, ein Vorwerk und 285 weitere Häuser. Die Einwohnerzahl lag bei 1549, davon fünf evangelisch. 1851 wurde Kamitz eigenständige Pfarrei. 1855 lebten 1558 Einwohner in Kamitz. 1865 bestanden im Ort 74 Bauern-, 47 Gärtnerstellen und 83 Häuslerstellen sowie zwei Wassermühlen, eine Sägemühle, eine Brennerei und zwei Schankwirtschaften. Zusammen mit den Landgemeinden Fuchswinkel, Gostitz, und Kosel sowie den gleichnamigen Gutsbezirken gehörte Kamitz ab 1874 zum Amtsbezirk Patschkau. 1885 zählte Kamitz 1458 Einwohner.
1933 lebten 1206 Menschen in Kamitz. Am 18. August 1936 wurde es im Zuge einer Welle von Ortsumbenennungen der NS-Zeit in Grenztal umbenannt. 1937 waren in Kamitz angesiedelt: Zwei Bäcker, ein Baugeschäft, einen Elektroinstallateur, zwei Fahrradhandlungen, zwei Fleischer, zwei Gasthöfe, sieben Gemischtwarenläden, zwei Mühlen, zwei Schmiede, zwei Schneider, sechs Schuhmacher, drei Stellmacher, drei Tischler, eine Viehhandlung, eine Elektrizitäts-Genossenschaft und eine Spar- und Darlehenskasse. 1938 erhielt der Ort ein neues Schulgebäude. 1939 zählte Grenztal 1165 Einwohner.
Als Folge des Zweiten Weltkriegs fiel Grenztal 1945 an Polen, wurde zunächst in Kamieniec umbenannt und der Woiwodschaft Schlesien angeschlossen. Die deutsche Bevölkerung wurde, soweit sie nicht vorher geflohen war, vertrieben. Die neu angesiedelten Bewohner waren teilweise Zwangsumgesiedelte aus Ostpolen, das an die Sowjetunion gefallen war.
1947 wurde Kaminiec in Kamienica umbenannt und 1950 der Woiwodschaft Opole eingegliedert. Seit 1999 gehört es zum  Powiat Nyski.

## Sehenswürdigkeiten
- Die römisch-katholische Georgskirche (Kościół św. Jerzego) wurde 1326 erstmals erwähnt. Der jetzige Kirchenbau stammt aus dem Jahr 1914. Umgeben ist die Kirche von einer steinernen Mauer aus dem 16. Jahrhundert. Das Gebäude steht seit 2009 unter Denkmalschutz.[9]
- Steinernes Sühnekreuz an der Friedhofsmauer
- Hölzernes Wegekreuz

### Einwohnerentwicklung
| Jahr | Einwohner | Haushalte                 |
| ---- | --------- | ------------------------- |
| 1784 | 918       | 176 Stellen               |
| 1845 | 1549      | 285 Häuser                |
| 1895 | 1260      | 261 Häuser, 348 Haushalte |
| 1939 | 1184      | 334 Haushalte             |

## Vereine
- Fußballverein LZS Kamienica
- Freiwillige Feuerwehr OPS Kamienica

## Persönlichkeiten
- Oswald Beck (1929–1995), deutscher Politiker (CDU)